# طاق پیر باصفا
پیر باصفا طاق سنگی طبیعی در دامنه کوه چنار در شمال شرقی شهر ارسنجان قرار دارد و با شهر حدود ۴ کیلومتر فاصله دارد.
گفته می‌شود این مکان محل دفن یا زندگی پیر و مرادی بوده که مورد توجه واقع‌شده و اهالی برای گردش و ادای نذر و در روزهای تعطیل در آنجا مأوا می‌گزینند.

## گالری تصاویر

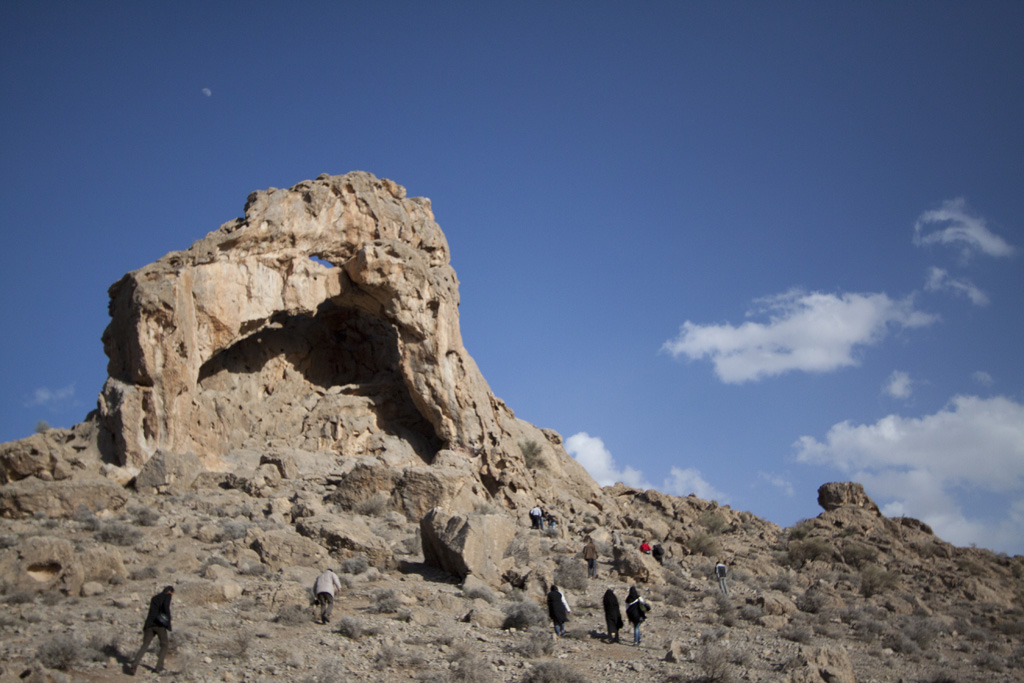
مردم در دامنه پیر با صفا
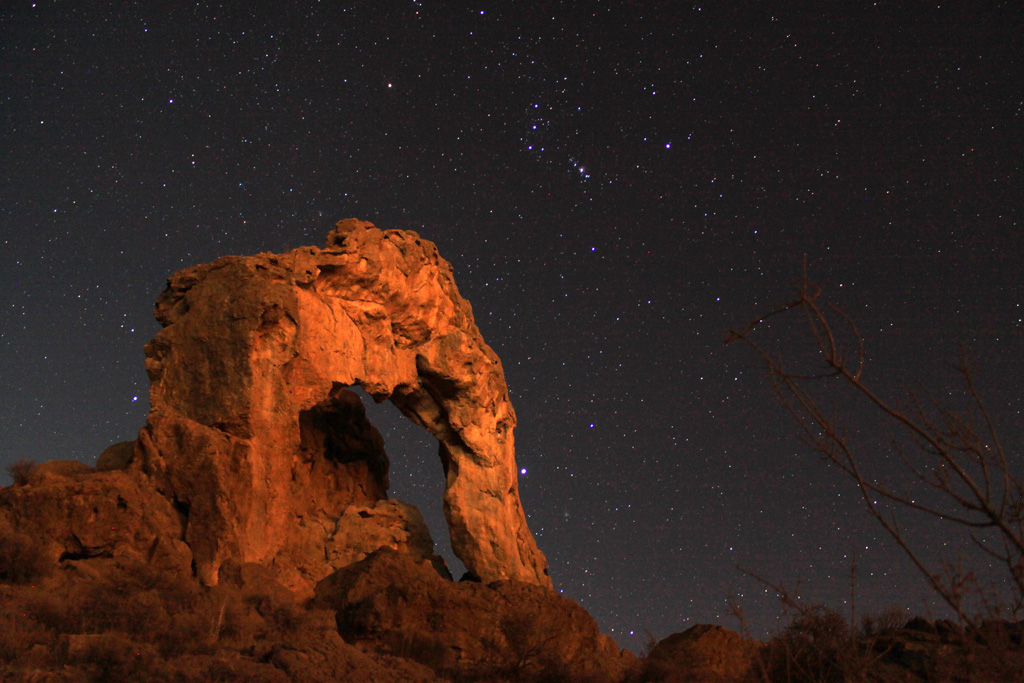
پیر با صفا با صورت فلکی جبار
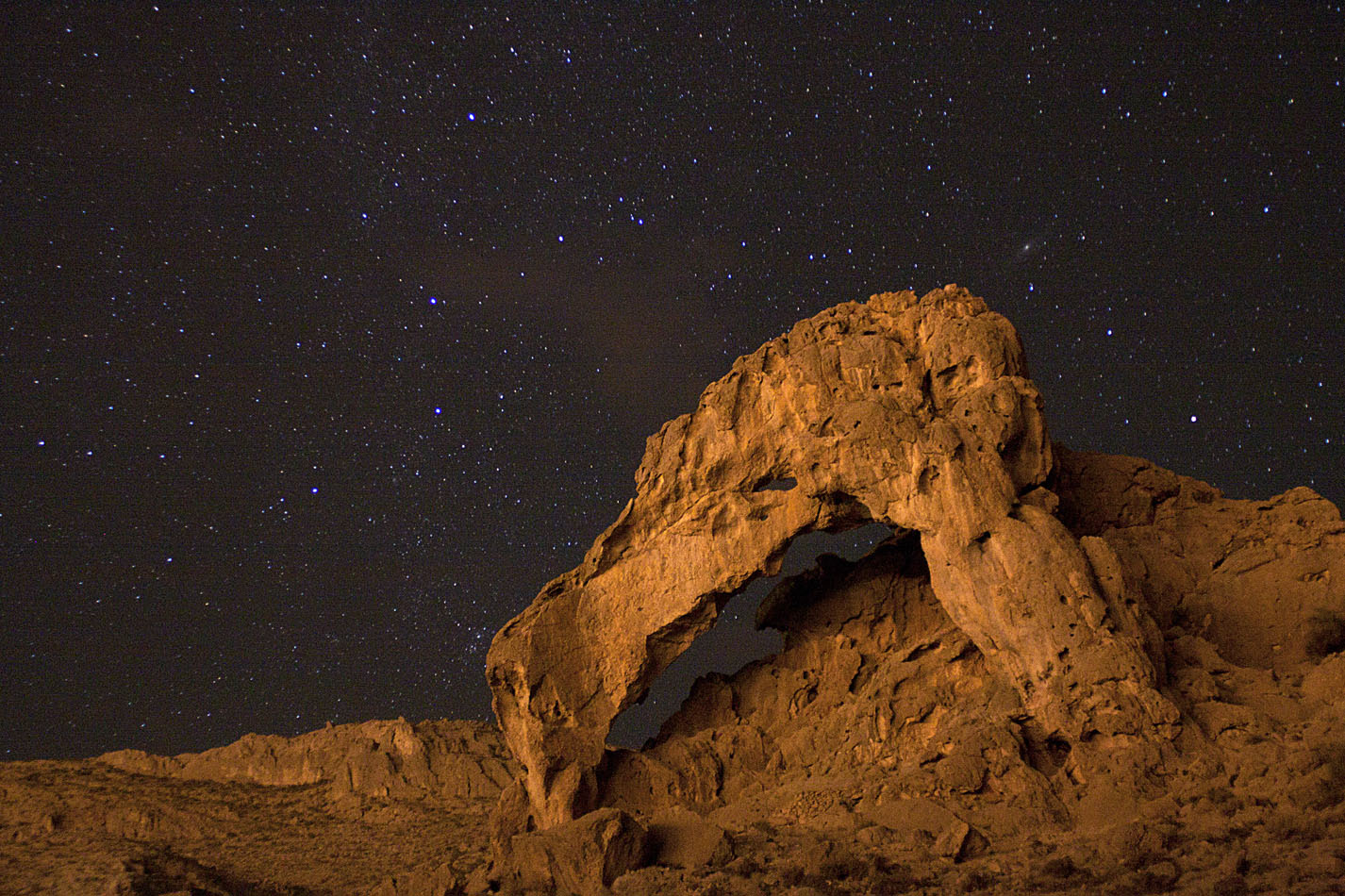
پیر با صفا با کهکشان آندرومدا
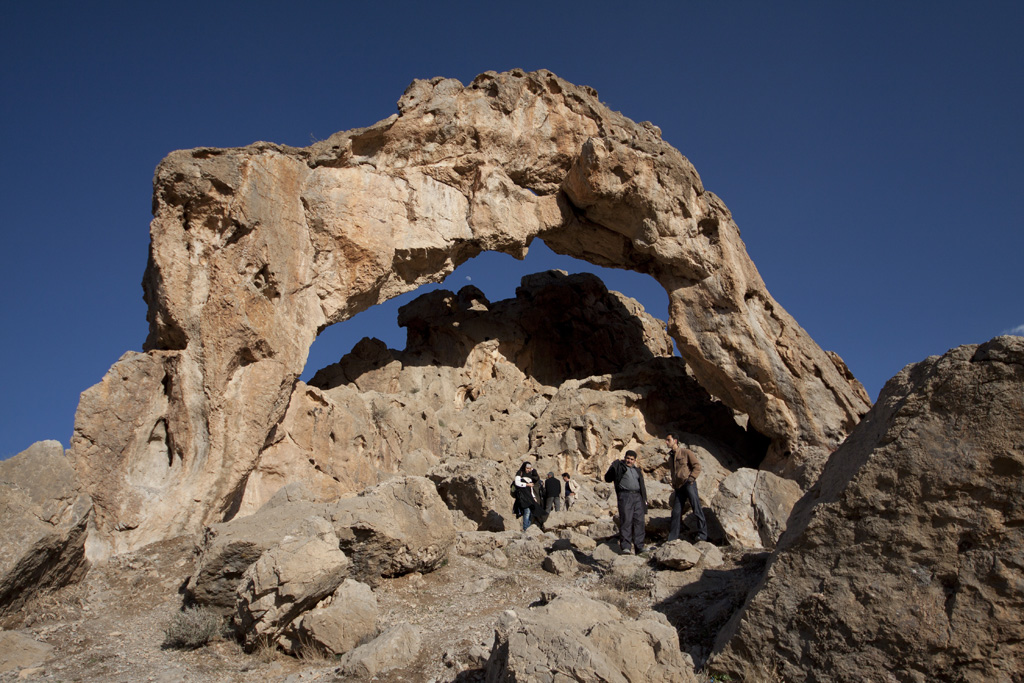
مردم در دامنه پیر با صفا